# Epicentr Kamieniec Podolski
Epicentr Kamieniec Podolski (ukr. Футбольний клуб «Епіцентр» (Кам'янець-Подільський), Futbolnyj Kłub "Epicentr" (Kamianeć Podilskyj)) – ukraiński klub piłkarski, mający siedzibę w mieście Kamieniec Podolski, w zachodniej części kraju, grający w Premier-lidze.

## Historia
Chronologia nazw:
- 1960: Kołhospnyk Dunajowce (ukr. «Колгоспник» (Дунаївці))
- 1991: Tekstylnyk Dunajowce (ukr. «Текстильник» (Дунаївці))
- 1992: Ternawa Dunajowce (ukr. «Тернава» (Дунаївці))
- 1993: Nywa-Tekstylnyk Dunajowce (ukr. «Нива-Текстильник» (Дунаївці))
- 1997: Kołos-Tekstylnyk Dunajowce (ukr. «Колос-Текстильник» (Дунаївці))
- 1998: Nywa-Tekstylnyk Dunajowce (ukr. «Нива-Текстильник» (Дунаївці))
- 2007: INAPiK Dunajowce (ukr. «ІНАПіК» (Дунаївці))
- 2008: PTP INAPiK Dunajowce (ukr. «ПТП ІНАПіК» (Дунаївці))
- 2009: Werest-INAPiK Dunajowce (ukr. «Верест-ІНАПіК» (Дунаївці))
- 2014: FK Dunajowce (ukr. ФК «Дунаївці» (Дунаївці))
- 2019: Epicentr Dunajowce (ukr. «Епіцентр» (Дунаївці))
- 2022: Epicentr Kamieniec Podolski (ukr. «Епіцентр» (Кам'янець-Подільський))

Piłkarska drużyna Kołhospnyk została założona w miejscowości Dunajowce w 1960 roku. W tymże roku zespół startował w rozgrywkach obwodu chmielnickiego, zdobywając brązowe medale mistrzostw. W 1961 został wicemistrzem obwodu.
Od początku rozrywek w niezależnej Ukrainie klub kontynuował występy w mistrzostwach obwodu. Drużyna co roku grała z inną nazwą: w 1991-1992 Tekstylnyk, w 1992-1993 Ternawa. W 1993 klub zmienił nazwę na Nywa-Tekstylnyk. W sezonie 1997/98 jako Kołos-Tekstylnyk startował w mistrzostwach Ukrainy wśród amatorów, ale 20 maja 1998 zrezygnował z rozgrywek. W mistrzostwach obwodu kontynuował grę jako Nywa-Tekstylnyk. W następnym sezonie 1998/99 ponownie startował mistrzostwach Ukrainy wśród amatorów. Również brał udział w rozgrywkach ogólnokrajowych w 1999 i 2001 roku. W 2007 klub zmienił nazwę na INAPiK, w 2008 na PTP INAPiK, a w 2009 przyjął nazwę Werest-INAPiK. W latach 2008–2010 zespół ponownie występował w amatorskich mistrzostwach Ukrainy. Od 2014 klub nazywał się FK Dunajowce. Wraz z pojawieniem się nowego sponsora w 2019 roku, drużyna bierze udział w rozgrywkach jako Epicentr Dunajowce. Największym osiągnięciem klubu było mistrzostwo obwodu 1994, 2004 i 2019 oraz Puchar obwodu 2019 i 2020.
Po 10-letniej przerwie klub ponownie startował w sezonie 2019/20 w amatorskich mistrzostwach Ukrainy. Sezon był bardzo udanym, tak jak zespół zdobył wicemistrzostwo ligi.
Latem 2020 roku klub zgłosił się do rozgrywek Druhiej Lihi i otrzymał status profesjonalny.
29 lipca 2022 klub przeniósł się do pobliskiego Kamieńca Podolskiego i zmienił nazwę na Epicentr Kamieniec Podolski.

## Barwy klubowe, strój
|  |  |

Klub ma barwy niebiesko-białe. Zawodnicy domowe spotkania zazwyczaj grają w granatowych koszulkach, granatowych spodenkach oraz granatowych getrach.

## Sukcesy

### Trofea międzynarodowe
Nie uczestniczył w rozgrywkach europejskich (stan na 31-05-2020).

### Trofea krajowe
| \| \| Zdobyte trofea w rozgrywkach Ukrainy (stan na: 17-09-2020) \| |                                                            |      |          |
| Rozgrywki                                                           | Osiągnięcie                                                | Razy | Sezon(y) |
| · Mistrzostwo                                                       | I miejsce                                                  | 0    |          |
| · Mistrzostwo                                                       | II miejsce                                                 | 0    |          |
| · Mistrzostwo                                                       | III miejsce                                                | 0    |          |
| Puchar                                                              | zdobywca                                                   | 0    |          |
| Puchar                                                              | finalista                                                  | 0    |          |
| Puchar                                                              | 1/16 finału                                                | 1    | 2020/21  |
| II liga                                                             | I miejsce                                                  | 0    |          |
| II liga                                                             | II miejsce                                                 | 0    |          |
| II liga                                                             | III miejsce                                                | 0    |          |
| Ukraina                                                             | Zdobyte trofea w rozgrywkach Ukrainy (stan na: 17-09-2020) |      |          |

- Druha liha (D3):
  - ?.miejsce (1x): 2020/21

- Amatorska liha (D4):
  - wicemistrz (1x): 2019/20

- Mistrzostwo obwodu chmielnickiego:
  - mistrz (3x): 1994, 2004, 2019
  - wicemistrz (5x): 1961, 2000, 2007, 2008, 2009
  - 3.miejsce (3x): 1960, 1999, 2001

- Puchar obwodu chmielnickiego:
  - zdobywca (1x): 2019, 2020

## Poszczególne sezony
ZSRR
Ukraina

### Rozgrywki międzynarodowe

#### Europejskie puchary
Nie uczestniczył w rozgrywkach europejskich.

### Rozgrywki krajowe
ZSRR
| \| \| Bilans występów klubu w rozgrywkach piłkarskich Związku Radzieckiego (Stan na 31 grudnia 1991 r.) \| |                                                                                                   |        |       |   |   |   |    |    |     |      |        |        |      |
| Poziom | Rozgrywki                                                                                         | Sezony | Mecze | Z | R | P | B+ | B– | Pkt | Lata | Awanse | Spadki | Naj. |
| I | Wysszaja liga                                                                                     | 0      |       |   |   |   |    |    |     |      |        |        |      |
| II | Pierwaja liga                                                                                     | 0      |       |   |   |   |    |    |     |      |        |        |      |
| III | Wtoraja liga                                                                                      | 0      |       |   |   |   |    |    |     |      |        |        |      |
| IV | Wtoraja nizszaja liga                                                                             | 0      |       |   |   |   |    |    |     |      |        |        |      |
| | Puchar ZSRR                                                                                       | 0      |       |   |   |   |    |    |     |      | 0      | 0      |      |
| | Bilans występów klubu w rozgrywkach piłkarskich Związku Radzieckiego (Stan na 31 grudnia 1991 r.) |        |       |   |   |   |    |    |     |      |        |        |      |

Ukraina
| \| Ukraina \| Bilans występów klubu w rozgrywkach piłkarskich Ukrainy (Stan na 17 września 2020 r.) \| \| |                                                                                       |        |       |   |   |   |    |    |     |                                       |        |        |      |
| Poziom | Rozgrywki                                                                             | Sezony | Mecze | Z | R | P | B+ | B– | Pkt | Lata                                  | Awanse | Spadki | Naj. |
| I | Wyszcza liha/Premier-liha                                                             | 0      |       |   |   |   |    |    |     |                                       | 0      | 0      |      |
| II | Persza liha                                                                           | 0      |       |   |   |   |    |    |     |                                       |        |        |      |
| III | Druha liha                                                                            | 1      |       |   |   |   |    |    |     | 2020–                                 | 0      | 0      | ?    |
| IV | Amatorska liha                                                                        | 8      |       |   |   |   |    |    |     | 1997–1999, 2001, 2008–2010, 2018–2020 | 1      | 0      | 2    |
| | Puchar Ukrainy                                                                        | 1      |       |   |   |   |    |    |     | 2020–                                 | 0      | 0      | 1/16 |
| Ukraina                                                                                                   | Bilans występów klubu w rozgrywkach piłkarskich Ukrainy (Stan na 17 września 2020 r.) |        |       |   |   |   |    |    |     |                                       |        |        |      |

## Struktura klubu

### Stadion
Klub piłkarski rozgrywał swoje mecze domowe na stadionie Kołos w Dunajowcach o pojemności ponad 500 widzów.

### Inne sekcje
Klub prowadzi drużyny dla dzieci i młodzieży w każdym wieku. Również istnieje klub futsalowy, który w 2020 zdobył mistrzostwo Druhiej lihi.

### Sponsorzy
- Marowoir
- INAPiK (2007–2013)
- Werest (2009–2013)
- Epicentr (2019–...)

## Kibice i rywalizacja z innymi klubami

### Rywalizacja
Największymi rywalami klubu są inne zespoły z okolic miasta. Za główną konfrontację uważa się mecze przeciwko drużynie wsi Dunajowce (lub stacja Dunajowce), która cyklicznie bierze udział w rozgrywkach mistrzostw obwodu. Tym samym wieś o tej samej nazwie obok miasta Dunajowce była reprezentowana w mistrzostwach obwodu w 2011 roku przez klub o nazwie Kryła Rad. W 2016 roku przeciwnik brał udział w turniejach o nazwie FC Hromada (Dunaivtsi).
Do najbardziej ambitnych przeciwników należą drużyny z Chmielnickiego, Wołoczyska, Krasiłowa, Starokonstantynowa.

### Derby
- Hromada Dunajowce
- Ahrobiznes Wołoczyska
- FK Krasiłów
- Podilla Chmielnicki
- Słucz Starokonstantynów